# Luring (häradshuvudort i Kina, Tibet Autonomous Region, lat 32,27, long 84,20)
Luring (kinesiska: Longren, 隆仁, Gaize Xian, 改则县) är en häradshuvudort i Kina. Den ligger i den autonoma regionen Tibet, i den sydvästra delen av landet, omkring 720 kilometer nordväst om regionhuvudstaden Lhasa. Antalet invånare är 22 177. Befolkningen består av 10 880 kvinnor och 11 297 män. Barn under 15 år utgör 31 %, vuxna 15-64 år 63 %, och äldre över 65 år 5,0 %.
Trakten runt Luring är nära nog obefolkad, med mindre än två invånare per kvadratkilometer. Det finns inga andra samhällen i närheten. Omgivningarna runt Luring är i huvudsak ett öppet busklandskap.
Genomsnittlig årsnederbörd är 250 millimeter. Den regnigaste månaden är augusti, med i genomsnitt 62 mm nederbörd, och den torraste är december, med 3 mm nederbörd.